# 中国布尔什维克列宁主义反对派
中国布尔什维克列宁主义反对派，又称我们的话派，是中国历史上第一个托洛茨基主义组织。

## 历史
该组织起源于苏联领导人斯大林和托洛茨基之间的权力斗争。在对中国革命的指导方针上，斯大林和托洛茨基的分歧表现在：斯大林主张中国共产党与中国国民党实行“党内合作”，并在遭受国民党右派进攻时，要求中共妥协退让；而托洛茨基则“坚决反对共产党加入国民党”，中山舰事件后，托洛茨基还主张中共退出国共统一战线，独立发展。中国国民党清党后，斯大林无法解释他促成的国共统一战线的优越性，又不敢承担指导方针失误的责任，从而导致全联盟共产党（布尔什维克）内部和在莫斯科中山大学留学的部分中国学生的强烈不满。
斯大林和托洛茨基的权力斗争最后以托洛茨基被开除出党、驱逐出苏联而告终，那些拥护和追随托洛茨基的中国留学生也都被开除党籍和团籍，并于1927年底被遣送回中国。被遣送回国的人包括：前中共广东省委委员梁干乔、前共青团香港市委书记区芳、前中共中央机要秘书史唐、前中共北方区委机关报《政治生活》发行人宋逢春。他们被遣送回国后，大都继续留在党内，并被安排了工作。同时，他们开始秘密酝酿成立托派组织。
1928年12月，中国共产党内部的托派分子终于在上海召开了第一次代表大会，成立了中国第一个托派组织，名称为“中国布尔什维克列宁主义反对派”，选举产生了中央机构——“全国总干事会”，由史唐任总干事长，陆一渊任宣传部长，张特任组织部长，其他人分别负责华南、华北、江浙等区，并在武汉、香港、广州、北京、哈尔滨等地建立了支部。1929年4月，为了宣传托洛茨基的思想主张，“全国总干事会”创办了一个机关刊物《我们的话》，因此该组织也被称为“我们的话派”。这样一来，中共党内就有了第一个托派组织，标志着托派在中国的形成。
1931年5月1日－3日，中国布尔什维克列宁主义反对派与无产者社、十月社、战斗社等4个托派组织在上海召开了统一大会，合并为“中国共产党左派反对派”，陈独秀出任总书记。